# 후지와라 히데키
후지와라 히데키(1971년 10월 18일 ~ )는 일본의 전 배우, 전 SMAP의 매니저였다. 
대표작으로는 공룡전대 주레인저가 있다. 그리고 사무라이전대 신켄저에서 다시 재등장한다.